# فاتح (فیلم ۱۳۷۴)
فیلم فاتح به کارگردانی بهرام ری‌پور، نویسندگی بهرام ری‌پور ، سیروس الوند و فؤاد نور و تهیه‌کنندگی فؤاد نور ساخته سال ۱۳۷۴ است.

## خلاصه فیلم
دکتر شفق که از عوامل توطئه برای براندازی نظام ایران و همین‌طور سرکردهٔ جاعلان اسکناس در ایران است، قصد دارد با کمک برادرش خشایار شفق عملیات گسترده‌ای را در ایران آغاز کنند و…

## جشنواره‌ها
فیلم فاتح در چهاردهمین (۱۳۷۴) و پانزدهمین دوره (۱۳۷۵) جشنواره فیلم فجر حضور داشته‌است.